# Gheorghe Vlădescu-Răcoasa
Gheorghe Vlădescu-Răcoasa (n. 7 noiembrie 1895, Răcoasa, județul Vrancea - d.  17 decembrie 1989) a fost un sociolog și om politic român.
A fost profesor universitar la București, colaborând cu acad. Dimitrie Gusti. A îndeplinit funcția de vicepreședinte al Institutului Internațional de Sociologie din Paris (1936-1947). A publicat lucrări de sociologie.
A fost membru al Partidului Social-Democrat și a sprijinit fuziunea PSDR cu PCR.
A îndeplinit funcțiile de ministru al naționalităților minoritare (6 decembrie 1944 - 28 februarie 1945), subsecretar de stat la Subsecretariatul pentru Minorități (6 martie 1945 - 30 noiembrie 1946), director al Bibliotecii Centrale Universitare din București (1952-1956). 
Ministrul secretar de stat Boiangiu Octavian (viitor prof.univ.dr. și decan ASE București).
Cu prilejul aniversării a 60 de ani de la făurirea PCR, prin Decretul nr. 95 din 7 mai 1981, i s-a conferit Ordinul Apărarea Patriei clasa I.

## Distincții
- Ordinul Muncii clasa I (2 decembrie 1955) „cu prilejul împlinirii a 60 de ani de la naștere și pentru activitate obștească și didactică”[2]
- Ordinul „23 August” clasa a III-a (12 august 1959) „pentru activitate rodnică în dezvoltarea științei și culturii din Republica Populară Romînă”[3]
- Medalia „40 de ani de la înființarea Partidului Comunist din Romînia” (6 mai 1961) „pentru activitate îndelungată în mișcarea muncitorească și merite în opera de construire a socialismului”[4]
- Ordinul „Tudor Vladimirescu” clasa I (4 mai 1971) „cu prilejul aniversării a 50 de ani de la constituirea Partidului Comunist Român, [...] pentru activitate îndelungată în mișcarea muncitorească și merite deosebite în opera de construire a socialismului”[5]
- Ordinul „Apărarea Patriei” clasa I (7 mai 1981) „pentru rezultatele obținute în îndeplinirea cincinalului 1976–1980, pentru contribuția deosebită adusă la înfăptuirea politicii Partidului Comunist Român de făurire a societății socialiste multilateral dezvoltate în patria noastră, cu prilejul aniversării a 60 de ani de la făurirea Partidului Comunist Român”[6]

## Lucrări publicate
- "Schiță istorică a sociologiei în România"
- "Politica și dreptul în renaștere"